# Nonesuch Records
A Nonesuch Records é uma gravadora e companhia fonográfica norte-americana pertencente ao Warner Music Group, com distribuição pela Warner Records (antiga Warner Bros. Records) e sede em Nova York. Fundada por Jac Holzman em 1964 como um selo de música clássica a preços acessíveis, a Nonesuch expandiu seu catálogo para abranger uma ampla variedade de gêneros musicais. Robert Hurwitz foi presidente da empresa de 1984 a 2017.

## Artistas

### A
- John Adams
- Afro-Cuban All Stars
- Edward Aldwell
- Arthur Alexander
- Amadou and Mariam
- Laurie Anderson
- Maurice André
- Louis Andriessen
- Angá
- Robert Ashley
- Sérgio and Odair Assad
- Dan Auerbach
- Abed Azrie

### B
- Angelo Badalamenti
- George Balanchine
- Fontella Bass
- Isabel Bayrakdarian
- Leonard Bernstein
- Malcolm Bilson
- Iva Bittová
- Björk
- The Black Keys
- The Blind Boys of Alabama
- Afel Bocoum
- William Bolcom
- Boston Camerata
- Boston Symphony Chamber Players
- Jon Brion
- Buena Vista Social Club
- T Bone Burnett
- Ken Burns
- Anner Bylsma
- David Byrne
- Don Byron

### C
- Elliott Carter
- Boozoo Chavis
- Guy Clark
- Shawn Colvin
- Paolo Conte
- Ry Cooder
- Bruno Coulais
- Christina Courtin
- George Crumb

### D
- Jan DeGaetani
- Georges Delerue
- Toumani Diabaté

### E
- Hamza El Din
- Richard Ellsasser
- Ensemble Alcatraz
- Estrellas de Areito

### F
- Michael Feinstein
- Ibrahim Ferrer
- Irving Fine
- Bill Frisell

### G
- Manuel Galbán
- Kenny Garrett
- George Gershwin
- Ira Gershwin
- João Gilberto
- Jimmie Dale Gilmore
- Gipsy Kings
- Philip Glass
- Rubén González
- Richard Goode
- Ricky Ian Gordon
- Michael Gordon
- Henryk Górecki
- Jonny Greenwood
- Adam Guettel

### H
- John Harbison
- Emmylou Harris
- Julius Hemphill
- Fred Hersch
- Robin Holcomb
- Mieczysław Horszowski
- Wayne Horvitz

### J
- Paul Jacobs
- Jonnie Johnson

### K
- Gilbert Kalish
- Giya Kancheli
- Gaby Kerpel
- Leon Kirchner
- Glenn Kotche
- Viktor Krauss
- Gidon Kremer
- Kronos Quartet

### L
- k.d. lang
- Ruth Laredo
- Last Forever
- Le Mystère des Voix Bulgares
- Lorraine Hunt Lieberson
- Cheikh Lô
- Orlando "Cachaito" López
- Los Zafiros
- The Low Anthem
- Sergiu Luca

### M
- The Magnetic Fields
- Clint Mansell
- Ingram Marshall
- Audra McDonald
- Bobby McFerrin
- Kate and Anna McGarrigle
- Brad Mehldau
- Natalie Merchant
- Stephin Merritt
- The Pat Metheny Group
- Manuel "Guajiro" Mirabal
- Joni Mitchell
- Ivan Moravec
- Joan Morris
- Jelly Roll Morton

### N
- Youssou N'Dour
- New York City Ballet Orchestra
- Randy Newman
- Thomas Newman
- Alex North

### O
- Paul O'Dette
- Orchestre Baobab
- Fernando Otero

### P
- Eddie Palmieri
- Andrzej Panufnik
- Carlos Paredes
- Mandy Patinkin
- George Perle
- Sam Phillips
- Ástor Piazzolla
- Pokrovsky Ensemble
- Omara Portuondo
- Punch Brothers
- Court gamelan of Pura Paku Alaman

### R
- Radio Tarifa
- Joshua Redman
- Steve Reich
- Joshua Rifkin
- Karl Ristenpart
- Leonard Rosenman
- Christopher Rouse
- Rustavi Choir
- Frederic Rzewski

### S
- Sabri Brothers
- Nadja Salerno-Sonnenberg
- David Sanborn
- Oumou Sangaré
- Gustavo Santaolalla
- Compay Segundo
- SFJAZZ Collective
- Duncan Sheik
- Sierra Maestra
- Dmitry Sitkovetsky
- Stephen Sondheim
- Teresa Stich-Randall
- Teresa Sterne
- Teresa Stratas
- Morton Subotnick
- Sanford Sylvan

### T
- Tōru Takemitsu
- The Tango Project
- Taraf de Haïdouks
- Bob Telson
- Chris Thile
- Virgil Thomson
- Allen Toussaint
- Ali Farka Touré
- Rokia Traoré
- Jeff Tweedy

### U
- Dawn Upshaw

### V
- Värttinä
- Laura Veirs
- Caetano Veloso
- Vladimir Viardo

### W
- Sara Watkins
- Wilco
- Brian Wilson
- The World Saxophone Quartet

### Y
- Akiko Yano

### Z
- John Zorn